# Липтовска Сјелњица
Липтовска Сјелњица (слч. Liptovská Sielnica) насељено је мјесто са административним статусом сеоске општине (слч. obec) у округу Липтовски Микулаш, у Жилинском крају, Словачка Република.

## Становништво
| Година:    | 1994. | 2004.    | 2014.   | 2024.   |
| ---------- | ----- | -------- | ------- | ------- |
| Број људи: | 440   | 609      | 607     | 589     |
| Разлика:   |       | +38,40 % | -0,32 % | -2,96 % |

| Година:    | 2023. | 2024.   |
| ---------- | ----- | ------- |
| Број људи: | 603   | 589     |
| Разлика:   |       | -2,32 % |

Према подацима о броју становника из 2011. године насеље је имало 604 становника.